# The Elder Scrolls V: Skyrim – Hearthfire
The Elder Scrolls V: Skyrim – Hearthfire – drugi oficjalny dodatek do gry The Elder Scrolls V: Skyrim, stworzony przez Bethesda Game Studios, wydany przez Bethesda Softworks. Premiera dodatku na konsolę Xbox 360 miała miejsce 4 września 2012 roku, zaś wersji PC 5 grudnia 2012. Ze względu na problemy techniczne, wersja na konsolę PlayStation 3 wydana została dopiero 19 lutego 2013 roku.
Hearthfire, w przeciwieństwie do dwóch pozostałych rozszerzeń, nie dodaje nowej kampanii fabularnej, wprowadza jedynie możliwość nabycia ziemi i zbudowania na niej własnego domu oraz adopcji dzieci. Dodatek spotkał się z mieszanym przyjęciem recenzentów.

## Rozgrywka
Dodatek pozwala graczowi zakupić połać ziemi, na której od podstaw może wybudować własny dom, wykorzystując do tego dostępne materiały, takie jak bale drewna czy glina. Dom, poza standardowymi pomieszczeniami – kuchnią i sypialnią – można wyposażyć również w dobudówki: laboratorium alchemiczne, zbrojownię, magazyn, szklarnię, wieżę zaklinacza, bibliotekę i salę na trofea. Wokół domu postawić można dodatkowe elementy, takie jak np. pasieki czy zagroda dla zwierząt. Dostępne są również opcje zatrudnienia zarządcy obiektu, woźnicy umożliwiającego odbywanie szybkich podróży oraz prywatnego barda. Hearthfire dodaje również możliwość adoptowania maksymalnie dwójki dzieci. Dodatkowo, dostępne wcześniej domy można zaadaptować na potrzeby adopcji.
Hearthfire wprowadza do gry następujące elementy:
- pięć nowych osiągnięć,
- czternaście nowych postaci niezależnych,
- kilkadziesiąt nowych elementów możliwych do wytworzenia przez grywalną postać, w tym m.in. materiały budowlane oraz posiłki,
- pięć nowych stworzeń (możliwych do „zaadoptowania” przez dziecko gracza),
- kilkadziesiąt nowych przedmiotów możliwych do znalezienia podczas eksploracji świata, w tym m.in. składniki spożywcze i prezenty dla dzieci.

## Oceny
Dodatek spotkał się z mieszanym przyjęciem ze strony recenzentów.
Serwis Eurogamer wystawił Hearthfire ocenę 5/10 stwierdzając, że dodatek mógłby być „bardziej kreatywny”, a „mniej restrykcyjny” w kwestii budowania domu, zaś opcja adopcji wygląda jak „wybranie jednej z wielu predefiniowanych kukiełek, które w kółko będą wykonywały serię oskryptowanych zachowań”. Recenzent serwisu stwierdził jednak, że zawartość dodatku jest warta swojej niewysokiej ceny, ponieważ jest „bardziej interesującym sposobem zawierania w grze przydatnych rozwiązań niż zwykłe odblokowanie predefiniowanego domu”. „PlayStation Official Magazine” ocenił dodatek pozytywnie, stwierdzając, że „Skyrim to gra, w której wszystko zależy od ciebie, a zbudowanie domu to naturalne i przyjemne rozwinięcie tego pomysłu. Co prawda nie zapewnia takiego dreszczyku emocji jak zarzynanie bestii i grabienie podziemi, ale domatorzy i tak go pokochają”.
„The Escapist” wystawił dodatkowi ocenę 3/5 stwierdzając, że opcja adopcji to „swego rodzaju strata czasu”, ponieważ dzieci nie rozwijają się ani nie starzeją. Magazyn skrytykował również mało rozwinięty system urządzania domu: „nie można nawet zdecydować, do jakiego pomieszczenia trafi jaki mebel – gotowy czy nie”. Recenzent stwierdził jednak, że dodatek zapewnia graczowi wygodę w zarządzaniu ekwipunkiem, niwelując konieczność podróżowania do różnych miejsc celem skorzystania z kuźni czy stołu zaklinacza.